# 마야강

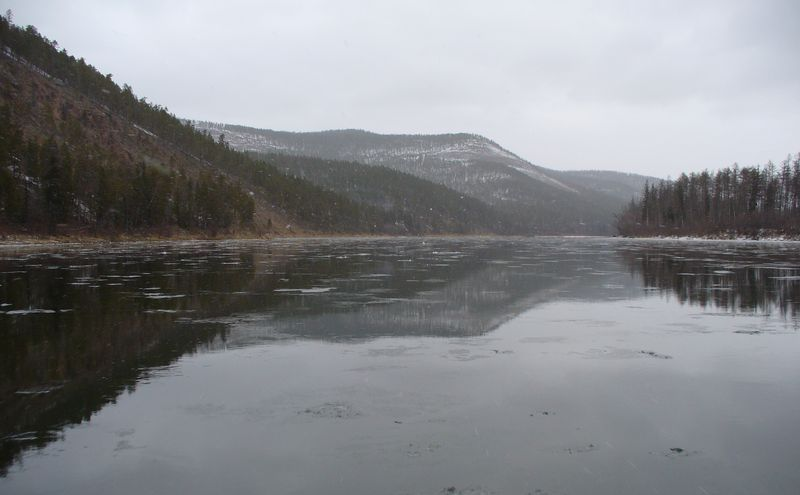

마야강(러시아어: Майя, Мая)은 하바롭스크 지방과 사하 공화국을 흐르는 강이다. 알단강의 지류로 유역 길이는 1053 km, 유역 면적은 171,000 km2이다. 마야강은 10월 말부터 얼다가 5월에 풀린다. 유도마강은 마야강의 가장 큰 지류이다. 마야강은 500 km 구간이 항행할 수 있다.